# کورنل ماکوشینسکی
کورنل ماکوشینسکی (انگلیسی: Kornel Makuszyński؛ ‏ تلفظ در لهستانی: [ˈkɔrnɛl makuˈʂɨɲskʲi]؛‏ ۸ ژانویه ۱۸۸۴ – ۳۱ ژوئیهٔ ۱۹۵۳) شاعر و نویسنده ادبیات کودکان و نوجوانان اهل لهستان بود. وی یکی از اعضای منتخب فرهنگستان ادبیات لهستان در جمهوری دوم لهستان بود. ماکوشینسکی سرودن شعر را از دوران دانش‌آموزی و نویسندگی را در سن ۱۴ سالگی آغاز کرد. وی دانش‌آموختهٔ رشتهٔ زبان و ادبیات لهستانی در دانشگاه لویو و همچنین در پاریس بود.
وی همچنین برندهٔ جوایزی همچون نشان شوالیهٔ لژیون دونور شده است.